# Henri Hachette des Portes
Henri Hachette des Portes (* 26. Januar 1709 in Reims; † 1798 in Bologna) war Weihbischof in Reims und der letzte Bischof des in der Französischen Revolution untergegangenen Bistums Glandèves.

## Leben
Henri Hachette war das älteste der drei Kinder des Adam Hachette, lieutenant civil und conseiller du Roi und der Jeanne Canelle, die die Herrschaft Portes besaß. Er studierte am Seminar Saint-Sulpice in Paris und erhielt 1732 die niederen Weihen; Am 21. September 1737 zum Diakon geweiht, erhielt er im folgenden Jahr eine Domherrenstelle an der Kathedrale von Reims. Mit der Priesterweihe (12. März 1740) wurde er zum Erzdiakon bestellt und Generalvikar der Diözese. 1742 wurde er zum Doktor der Theologie promoviert und 1748 Kommendatarabt der Prämonstratenserabtei Vermand in der Diözese Noyon. Im gleichen Jahr wurde er auch Generalvisitator der Karmeliten in Frankreich.
1755 zum Weihbischof in Reims bestimmt, wurde er im Konsistorium vom 21. Juli 1755 zum Bischof von Sidon in partibus (Titularbischof) präkonisiert und empfing am 31. August in der Pfarrkirche von Saint-Sulpice aus der Hand des Nuntius Luigi Gualterio die Bischofsweihe.
Da Erzbischof Rohan in seiner Funktion als Großpropst des dortigen Kapitels ständig in Straßburg residierte, lag die Verwaltung der Erzdiözese Reims allein auf den Schultern des Weihbischofs. Als Erzbischof Rohan 1762 starb, blieb Hachette auch noch unter dessen Nachfolger Roche-Aymon im Amt, bis dieser 1766 mit Alexandre Angélique de Talleyrand-Périgord einen Koadjutor erhielt. Nach der Demission des Bischofs von Glandèves, Gaspard de Tressemanes, 1771 erhielt Hachette von Ludwig XV. dessen Bischofsstuhl, wurde am 23. September 1771 präkonisiert und erhielt am 22. Juni 1772 die Ernennungsurkunde.
Hachette begab sich nach Glandèves und visitierte mit Sorgfalt seine Pfarreien. 1775 entsandte ihn die Kirchenprovinz Embrun als Deputierten zur Generalversammlung des französischen Klerus. Im selben Jahr gehörte er zu den offiziell zur Krönung König Ludwigs XVI. in Reims eingeladenen Bischöfen. 1776 assistierte er Nuntius Giuseppe Maria Doria Pamphilj bei der Weihe der Bischöfe von Clermont, François de Bonnal, und Saint-Flour, Anne-Hippolyte de Bonteville. 1780 führte er als Verehrer des Unbefleckten Herzens Mariä dieses Fest in seiner Diözese ein.
Gegen die Aufhebung der Diözese durch die Nationalversammlung protestierte er entschieden. Er zog sich zunächst in den außerhalb Frankreichs liegenden Teil seiner Diözese, nach Puget-Théniers in der Grafschaft Nizza, dann nach Nizza und nach der Eroberung Nizzas durch die Franzosen 1792 nach Fossano im Piemont zurück. Aus dem Exil sandte er noch mehrere Schreiben in seine Diözese und nach Rom. 1798 starb er in Bologna. Das mit der Konstitution von 1790 unterdrückte Bistum Glandèves wurde mit dem Konkordat vom 15. Juli 1801 aufgelöst.

## Werke
- Catéchisme sur les affaires du temps.
- La Dévotion au Cœur de Marie. Nizza 1792, Paris 1825 (eine Sammlung von Predigten, Instruktionen und Hirtenbriefen)
- Lettre pastorale. (gegen den Eid der Geistlichen auf die franz. Zivilverfassung)
- Lettre aux missionaires de Notre-Dame de la Garde d’Avignon. 1795. (über den Tod des Generalsuperiors M. Imbart)